# Monument voor Jos Saive

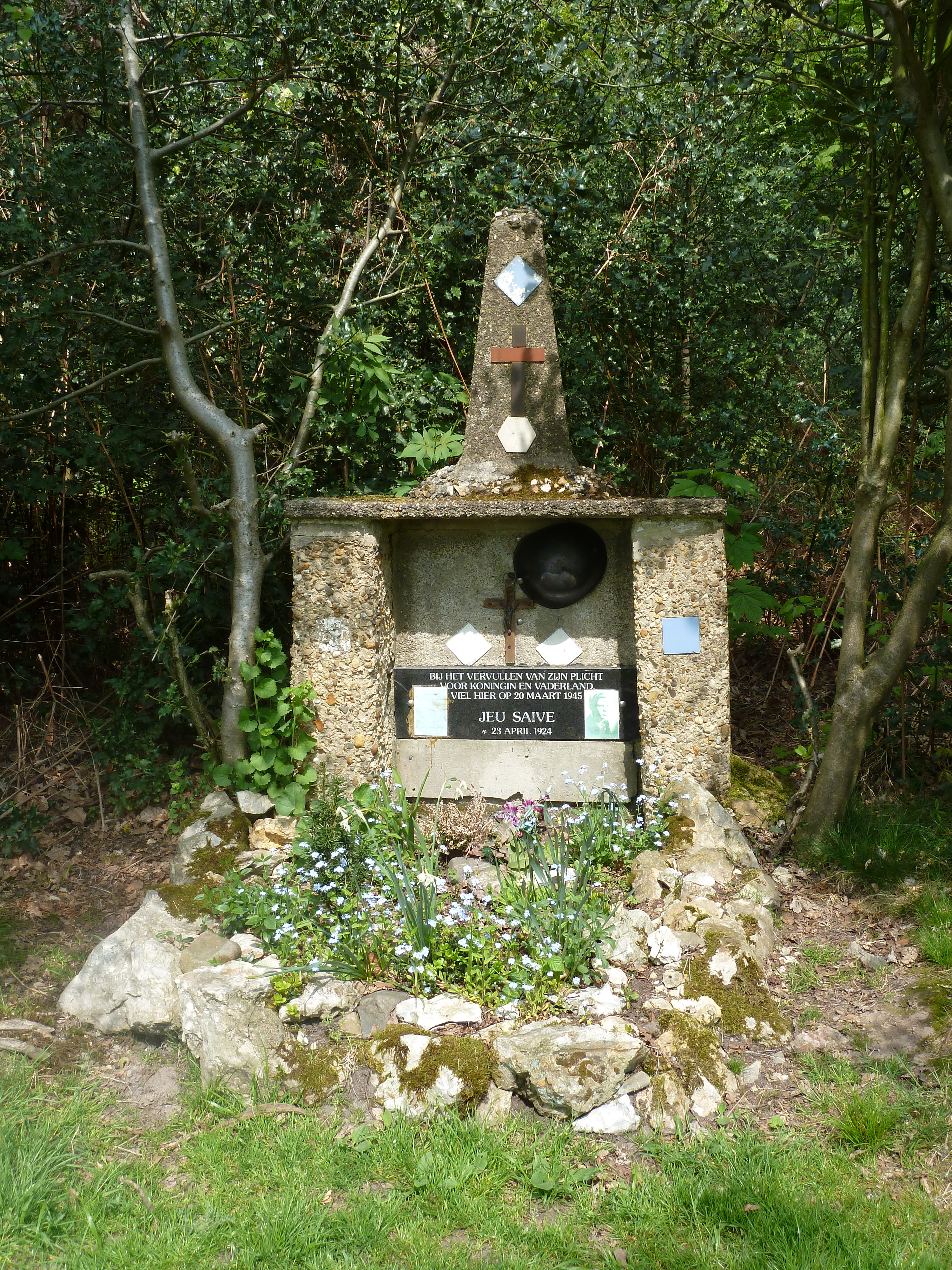
Monument voor Jos Saive

Het Monument voor Jos Saive is een oorlogsmonument en veldkapel in de Nederlands Zuid-Limburgse gemeente Vaals. Het bouwwerk staat in het Nederlandse deel van het Vijlenerbos, tussen de grenspalen 3 en 4, waarbij aan de overzijde van het pad (in het zuiden) België begint. Op minder dan een kilometer naar het noordoosten ligt buurtschap Wolfhaag en op ongeveer een halve kilometer naar het zuidoosten en zuiden ligt Gemmenich.

## Geschiedenis
Op 19 maart 1945 landde er in het Vijlenerbos bij Holset een SS-commando die door Heinrich Himmler opgericht was om achter vijandelijke linies aanslagen te plegen. Deze eenheid had als doel om de door de Amerikaanse geallieerden aangestelde nieuwe burgemeester Franz Oppenhoff van Aken te vermoorden. Onderweg naar Aken kwamen ze allereerst in het bos de uit Vijlen afkomstige 20-jarige grensbewaker Jeu Saive tegen die voor de Nederlandse grenspolitie gestationeerd was op post Wolfhaag. Jeu Saive werd op 20 maart 1945 neergeschoten. Vijf dagen later werd op 25 maart 1945 de burgemeester van Aken om het leven gebracht.
In maart 1945 werd nabij de plaats waar Saive werd neergeschoten een gedenkmonument opgericht.

## Bouwwerk
Het gedenkmonument staat in het Vijlenerbos aan een bospad met een hoogte van 2,5 meter en twee meter breed. Het is opgetrokken in verschillende betonsoorten met ervoor een met stenen afgebakend perkje. Het monument bestaat uit twee vierkante betonnen kolommen op enige afstand van elkaar waarachter en waarop een plaat bevestigd is, waardoor er een soort nis ontstaat. Bovenop de horizontale plaat is een blok geplaatst bestaande uit grof cement en kiezel, waar een taps toelopend zuiltje komt. Op dit zuiltje is een kruis aangebracht. Een tweede kruis is in de nis opgehangen aan de achterwand, waar eveneens een helm en een gedenkplaat zijn opgehangen. De granieten plaquette toont een foto van Jeu Saive en een dodenprentje en is voorzien van de volgende tekst:

Bij het vervullen van zijn plicht
voor koningin en vaderland
viel hier op 20 maart 1945
Jeu Saive
* 23 april 1924
— Tekst van de plaquette van het monument